# Grandes Jorasses
Las Grandes Jorasses son un grupo de cimas graníticas que se encuentran en la parte septentrional del macizo del Mont Blanc, sobre la línea fronteriza entre Italia y Francia. En la vertiente italiana quedan por encima de Courmayeur en el Valle de Aosta; por la vertiente norte francesa del grupo desciende el glaciar de Leschaux.

## Topónimo
El nombre Jorasses deriva del término celta juris, que significa bosque de altura. Es un término muy difundido en la zona alpina bajo diversas formas: la más conocida es Jura, la cadena de alturas próximas a Ginebra, que a causa de sus rocas ricas en fósiles ha dado nombre al período Jurásico. Es presumible que la zona del Val Ferret, justo a los pies de las Grand Jorasses, estuviera en el pasado cubierta de densos bosques; se considera además que aquella zona, como el Val Veny, fuese un centro sagrado celta.

## Clasificación
Según la clasificación de la SOIUSA las Grandes Jorasses son un subgrupo de la subsección Alpes del Mont Blanc. Quedaría clasificada, pues, de la siguiente manera:
- Gran parte: Alpes occidentales
- Gran sector: Alpes del noroeste
- Sección: Alpes Grayos
- Subsección: Alpes del Mont Blanc
- Supergrupo: Macizo del Mont Blanc
- Grupo: Cadena Rochefort-Grandes Jorasses-Leschaux
- Subgrupo: Grupo de las Grandes Jorasses
- Código: I/B-7.V-B.4.b

## Cimas
Sobre la cresta, en una longitud de 1 km, se suceden seis cimas, que de oeste a este son las siguientes:
- la Punta Young (3996 m), que recibió este nombre por Geoffrey Winthrop Young.
- la Punta Margherita (4065 m), llamada así por la reina Margarita Teresa de Saboya.
- la Punta Elena (4045 m), que recibió su nombre de la princesa Elena de Orléans.
- la Punta Croz (4110 m), llamada así por Michel Croz, un guía de Chamonix.
- la Punta Whymper (4184 m), que recibió este nombre por Edward Whymper, que hizo el primer ascenso de esta cumbre, la segunda por altura.
- la Punta Walker (4208 m), llamada así por Horace Walker, quien hizo el primer ascenso a esta cumbre, la más alta del grupo.

La UIAA decidió incluir las cinco cumbres que superan los 4000 metros dentro de la lista oficial de cuatromiles de los Alpes, aunque no todas tenían una prominencia superior a los 30 metros. De hecho, sólo la tienen la Punta Margherita, la Punta Whymper y la Punta Walker. Sin embargo, la UIAA entendió que este complejo homogéneo era divisible, de manera análoga a lo que se hizo con las Aiguilles du Diable. Por lo tanto, aunque no cumplieran el criterio topográfico, se estimaba que tenían importancia alpinística, se ascienden con frecuencia y tienen la morfología de cumbre. Se incluyeron en la lista las cinco cimas que superaban los 4000 metros.

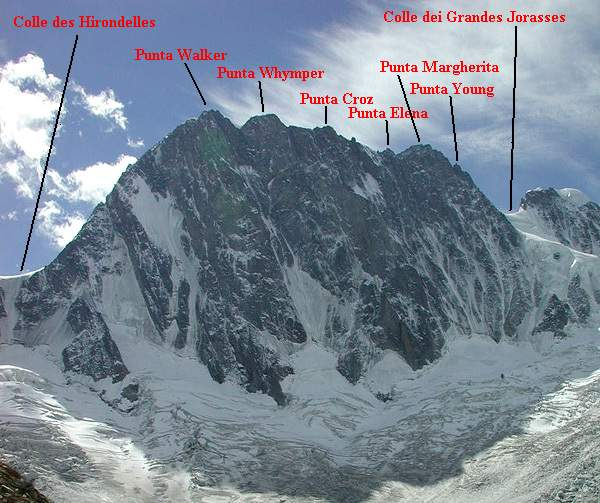
Cara norte con indicación de las cimas.

Este conjunto de seis cumbres está delimitado al noroeste por el Colle des Hirondelles (3480 m), y al este por el Colle dei Grandes Jorasses (3825 m).

## Primeros ascensos

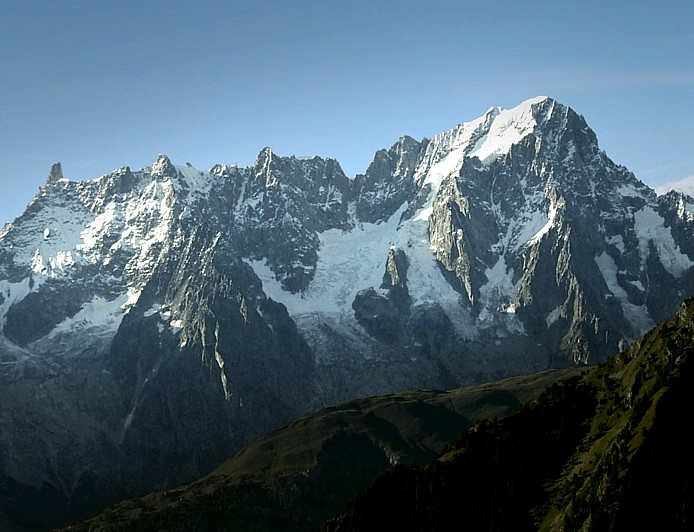
Grandes Jorasses (4206 m) vista desde Testa d'Arpy.

La primera cumbre que se alcanzó fue la segunda en altura, la Punta Whymper, en el año 1865, por Edward Whymper, Michel Croz, Christian Almer y Franz Biner, usando la que se ha convertido en vía normal de ascenso. Esa vía es la que siguió la cordada de Horace Walker para subir, el 30 de junio de 1868, la cima más alta: Punta Walker. Treinta años más tarde, en 1898, Luis Amadeo de Saboy, el duque de los Abruzos, ascendió otras dos puntas, a las que llamó Margherita y Elena.

## Cara sur
En el lado italiano de la montaña, la cara sur es accesible desde el refugio Boccalatte, por encima del pueblo de Planpincieux en el italiano Val Ferret, parte del municipio de Courmayeur.

## Crestería
La cresta de la cumbre une la Punta Walker con el Col des Grandes Jorasses. Queda a lo largo de la frontera entre Italia y Francia y queda casi en su integridad por encima de los 4000 metros. La travesía integral la realizaron por vez primera el 14 de agosto de 1911 Humphrey O. Jones y Geoffrey Winthrop Young, junto con el guía Josef Knubel. Suele empezarse desde el norte bajando hacia el sur, y de oeste (Col de las Grandes Jorasses) y vivac Canzio (3825 m) a este hasta la Punta Walker.

## Cara norte
La cara norte es una inmensa pared de granito, una de las más grandes y famosas de los Alpes: 1200 m de altura sobre el glaciar Leschaux, extendiéndose hasta casi 1 km de longitud de un extremo a otro. Se encuentra en el lado francés de la montaña. Es una de las seis Grandes caras norte de los Alpes. La ascensión de la pared norte fue considerada como uno de los "grandes problemas de los Alpes" hasta el año 1935. La fama de la pared norte atrae aún hoy a numerosos escaladores y alpinistas, de manera que cuenta con numerosas vías de ascenso, alrededor de 20, tanto sobre roca como sobre hielo y mixta, en todas las estaciones e incluso también en solitario.
Después de una dura competición entre alpinistas de diversos países, la pared norte fue conquistada por vez primera, pasando por el espolón Croz, por Martin Meier y Rudolf Peters, el 28 y el 29 de junio de 1935, hasta la cumbre de la Punta Croz. Aunque la ruta se repite raras veces por su peligrosidad, Alison Hargreaves ha elegido esta ruta en sus ascensos en solitario de las seis caras norte, en vez del espolón Walker.
La punta más alta se alcanzó por la cara norte el 4 al 6 de agosto de 1938, cuando tres alpinistas italianos abrieron la que hoy es considerada ruta clásica, por el espolón Walker (Cassin/Esposito/Tizzoni, 1938, TD+/ED1, IV, 5c/6a, A1, 1200 m) que lleva directamente a la cumbre de la Punta Walker. Es el itinerario más célebre y preferido por los alpinistas. Es hoy uno de los más famosos y repetidos de toda la zona, conocido en todo el mundo. Sale de los alrededores del filo del largo espolón Walker (1200 m) con dificultad sostenida de IV, V, un paso de VI+ (diedro Allain) y algunos pasajes en A0. La escalada del espolón es una de las grandes vías de los Alpes, expuesta en la parte final a la caída de piedras, y es una de las más grandes realizaciones del período de entreguerras, junto con la pared del Eiger escalada ese mismo año.

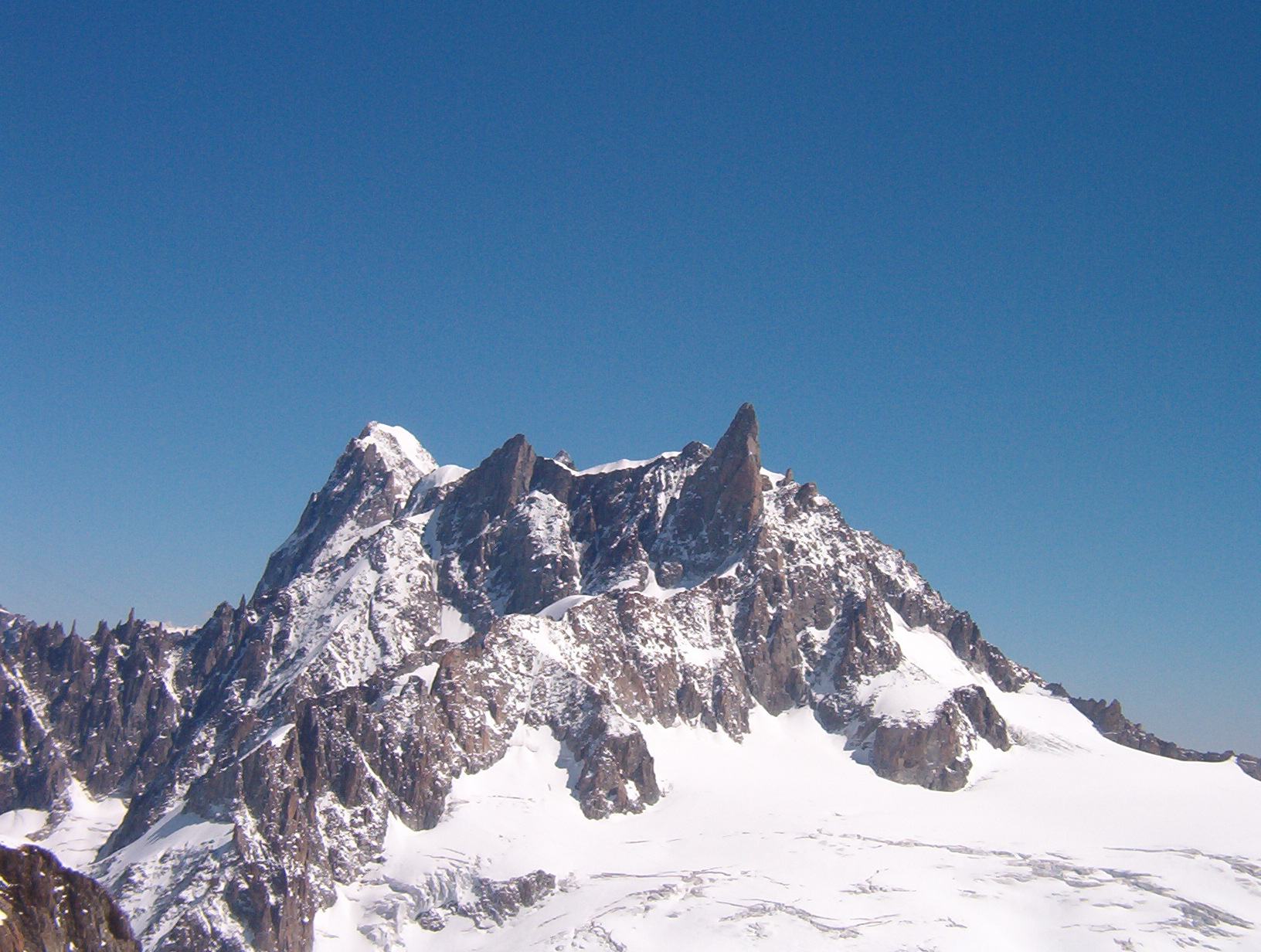
El grupo de las Grandes Jorasses visto desde La Vallée Blanche. En primer plano se destaca el Dente del Gigante.

Después de la ascensión de las puntas Walker y Croz de la parte norte, los alpinistas se interesaron por la conquista de la pared norte de las otras puntas. La Punta Margherita fue alcanzada el 1958 por René Desmaison y Jean Couzy. La punta Young se alcanzó el mismo año, por Cavalieri y Mellano que superaron dificultades de VI y A1 con pendientes de hasta 70°; su objetivo inicial era el espolón de la Punta Elena, en el mismo año incluso una cordada polaca subió la pared norte de la Punta Young encontrando las mismas dificultades. La punta Whymper por el norte fue alcanzada en el 1964 por Walter Bonatti y Michel Vaucher en una vía muy directa pero extremadamente peligrosa. Finalmente, los polacos Chrobak, Poreba y Wroz abrieron la primera vía por la cara norte de la Punta Elena el 24 y 25 de julio de 1970.
Otra vía de importancia es la que abrieron en el año 1942 Giusto Gervasutti y Giuseppe Gagliardone sobre la pared este,, vía extrema de alrededor de 800 m de desnivel con dificultad de VI+ y VII sobre una pared conocida por su aislamiento y su soledad.

## Refugios
- Refugio Boccalatte - 2803 m
- Vivac Ettore Canzio - 3825 m
- Vivac Giusto Gervasutti al Fréboudze - 2833 m
- Vivac Mario Jachia - 3250 m
- Refugio de Leschaux - 2450 m